# Национални паркови Азербејџана
Националним парковима у Азербајџану управља Министарство екологије и природних ресурса. Први национални парк основан у Азербејџану је Зангезурски национални парк, основан 2003. године. Од тада је основано још осам нових националних паркова, од којих је најновији Самур-Yаламаски национални парк, основан 2012. године. 

## Национални паркови
| Име                             | Основан                                     | Површина у ha | Слика |
| ------------------------------- | ------------------------------------------- | ------------- | ----- |
| Зангезурски национални парк     | 16. јун 2003. (проширен 23. новембар 2009.) | 42.797        |       |
| Агголски национални парк        | 5. јул 2003.                                | 17.924        |       |
| Ширвански национални парк       | 5. јул 2003.                                | 54.374        |       |
| Хиркански национални парк       | 9. фебруар 2004. (проширен 23. април 2008.) | 42.797        |       |
| Алтиагаћски национални парк     | 31. август 2004.                            | 11.035        |       |
| Апшеронски национални парк      | 8. фебруар 2005.                            | 783           |       |
| Шахдагски национални парк       | 8. децембар 2006. (проширен 5. јул 2010.)   | 115.900       |       |
| Гогољски национални парк        | 1. април 2008.                              | 127,55        |       |
| Самур-Yаламаски национални парк | 5. новембар 2012.                           | 117,72        |       |